# Pattensen
Pattensen je město v zemském okrese Hannover v Dolním Sasku, Německo. Leží asi 12 km jižně od hlavního města spolkové země, kterým je Hannover.

## Geografie
Části obce: Hüpede, Jeinsen, Koldingen, Oerie, Pattensen-Mitte, Reden, Schulenburg, Vardegötzen a Thiedenwiese.

## Osobnosti města
- Per Mertesacker (* 1984), fotbalista

## Partnerská města
- Saint-Aubin-lès-Elbeuf, Francie

## Fotogalerie

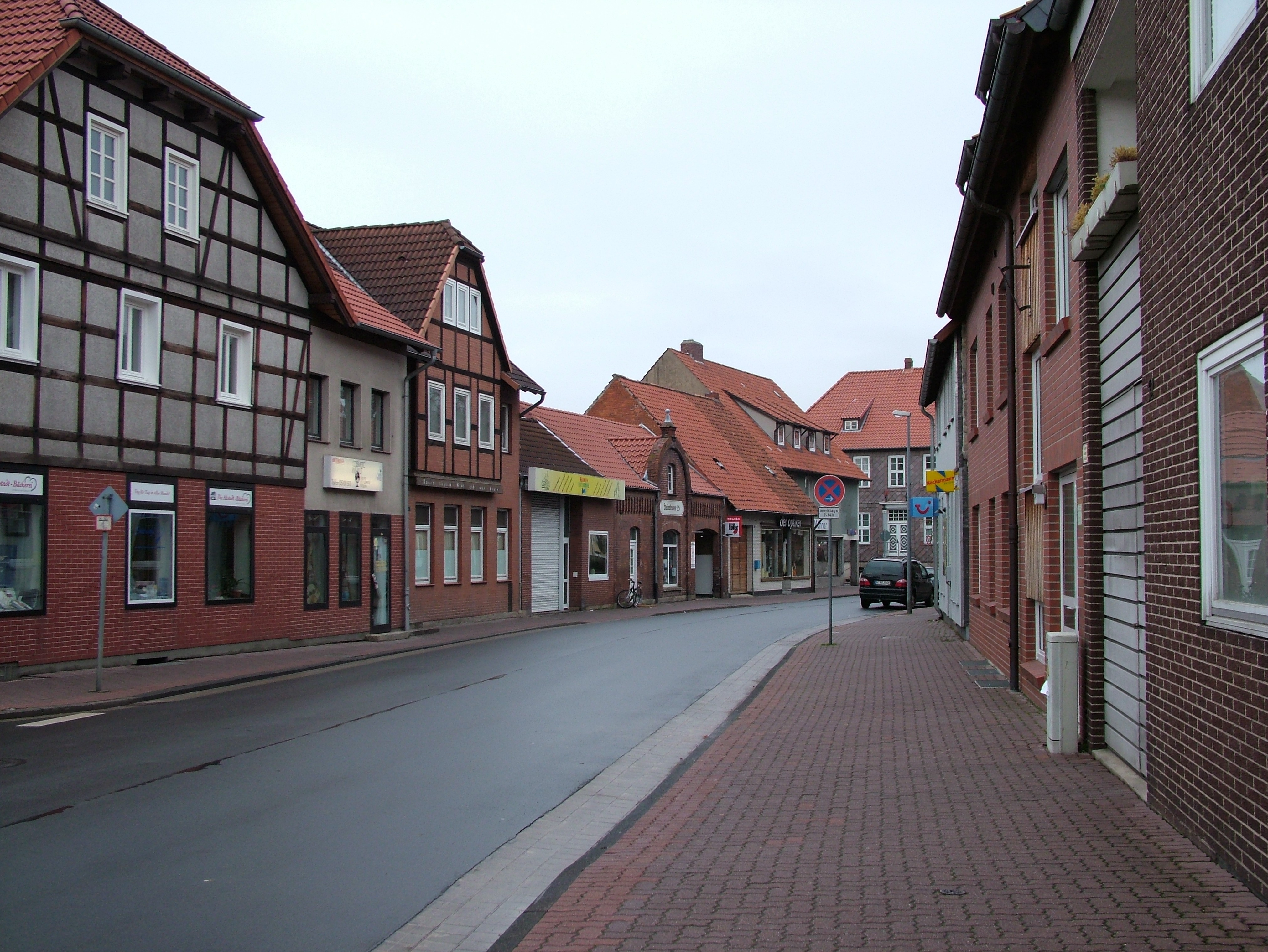
Steinstraße
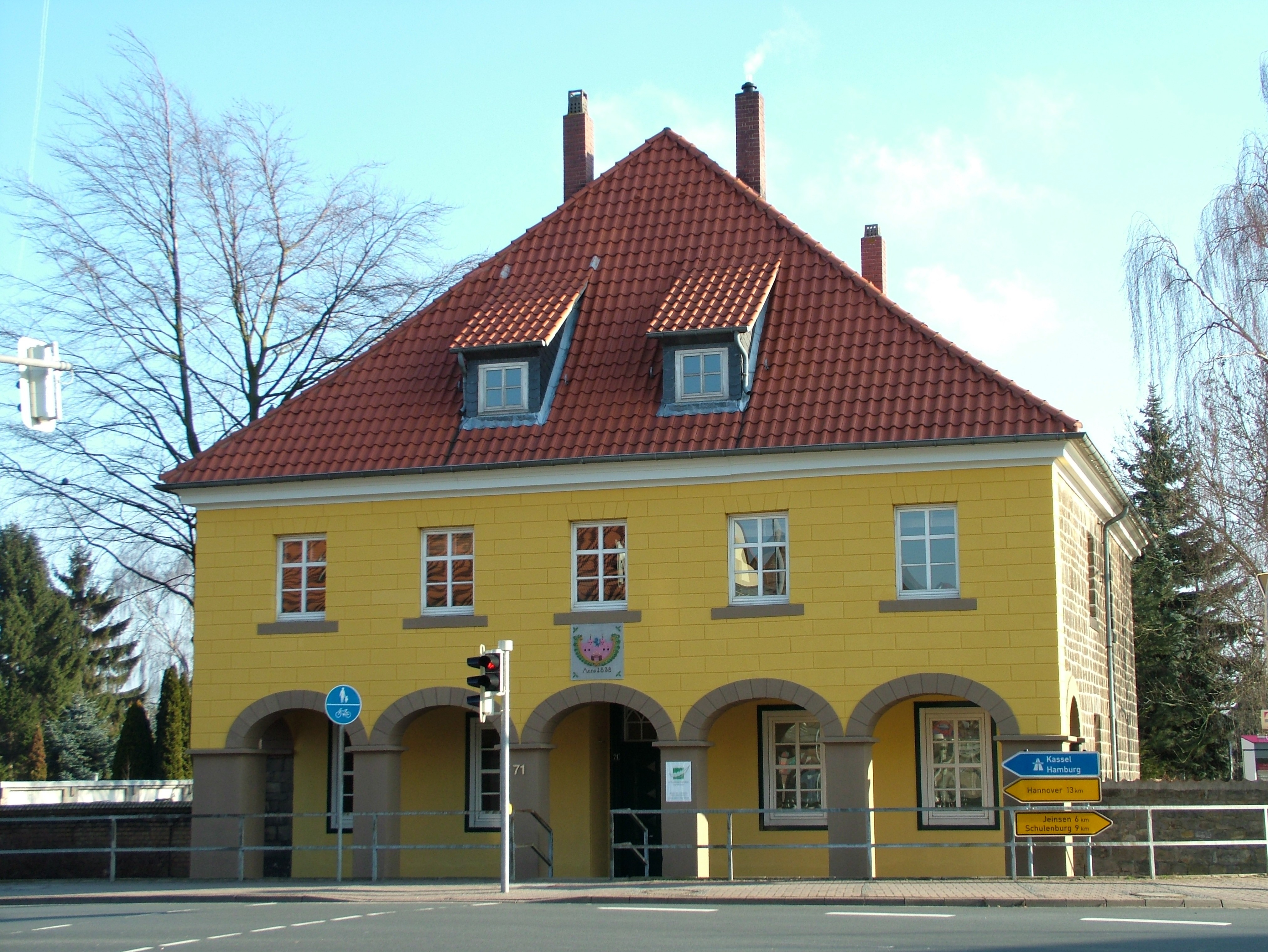
Alte Wache
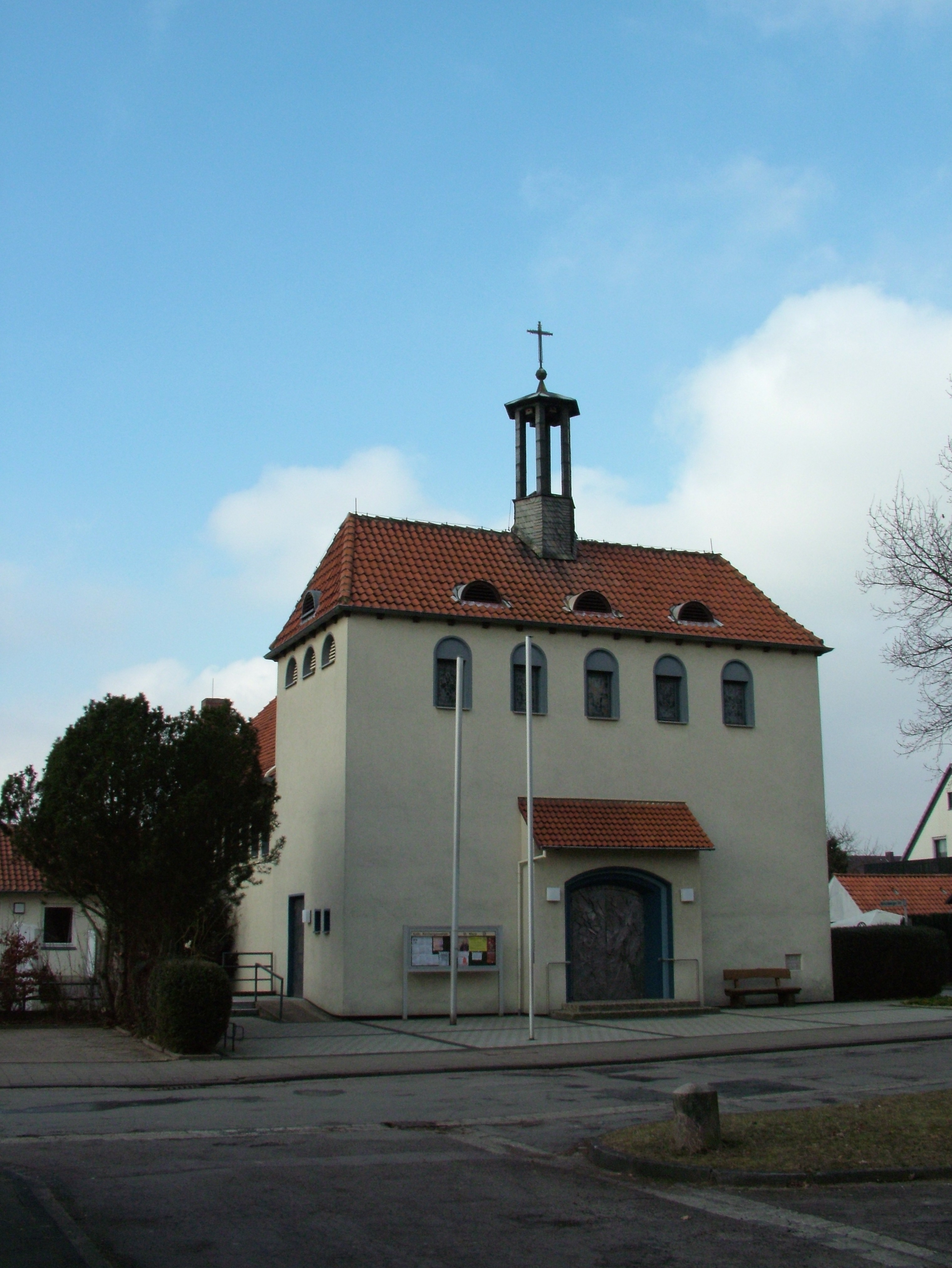
Katolický kostel